# 重力真空星
在天文物理學中，重力真空星（gravastar)是一種理論中推測出，作為黑洞理論的替代的假想天體。它在視界之外具有通常的黑洞度量，但在內部具有德西特空間。表面上是一層非常薄的未知物質外殼。愛因斯坦方程式的這個解推測該星體沒有外顯的事件視界和奇點。
1. ↑  . web.archive.org. 2006-12-13  [2024-12-04]. 原始内容存档于2006-12-13.